# ジギー・スターダスト
『ジギー・スターダスト』（原題：The Rise and Fall of Ziggy Stardust and the Spiders from Mars）は、イギリスのミュージシャンのデヴィッド・ボウイの5作目のアルバム。
1972年6月16日に、RCAレコードよりリリースされた。
その後、1990年にEMI（米国ではRYKO）よりCD化され再発売されており、その際ボーナストラックとして未発表テイクが5曲追加収録されている。また、2002年にもEMIより再発売されており、その際は2枚組で12曲がボーナストラックとして追加収録されている。このアルバムタイトルは、後述の解説にあるとおり「ジギー・スターダスト&ザ・スパイダーズ・フロム・マーズの栄枯盛衰」とでも訳すべきものであるが、日本盤では当時の担当ディレクター・高橋明子が発案した話題性確保の一環として、『屈折する星屑の上昇と下降、そして火星から来た蜘蛛の群』と、固有名詞を直訳する珍妙な邦題を付して発売された（現行版は簡潔に『ジギー・スターダスト』となっている）。
このアルバムは、『ローリング・ストーン誌が選ぶオールタイム・ベストアルバム500』(2020年版)に於いて、40位にランクイン。アルバム収録曲「ジギー・スターダスト」（屈折する星くず）は、ローリング・ストーンの選ぶオールタイム・グレイテスト・ソング500や、ロックの殿堂の「The Songs That Shaped Rock and Roll」（ロックン・ロールを形成した500曲）に選出された。

## 解説
デヴィッド・ボウイの代表作の一つ。5年後に迫る資源枯渇を原因とする人類滅亡の危機に、救世主として異星より来たバイセクシャルのロックスター「ジギー・スターダスト」の物語からなる。その名“ジギー”はイギー・ポップから、“スターダスト”は、テキサスのミュージシャン、レジェンダリー・スターダスト・カウボーイが由来となっている。自らが異星からやってきた架空のスーパースター「ジギー」となり、ロック・スターとしての成功からその没落までを描く物語を、アルバムに収録された曲で構成している作品である。それまでにボウイ自身が体験してきた音楽、俳優、絵画やパントマイム、また日本の歌舞伎といった大衆芸能を網羅し、自らの作品へと結実している。聴衆は「デヴィッド・ボウイ」ではなく、「ジギー」として彼を讃え、「ジギー」は虚像のスターとしてロック界の頂点に立った。妖艶さと狂気を兼ね備えた「ジギー」のキャラクターは、ボウイ自身の「バイセクシャル」であるという公言や、ステージでの宇宙人を思わせる奇抜な衣装やメイク、パフォーマンスによって神格化されていく。その頂点に達した時、突如ボウイは「ジギー」を否定し引退宣言をしてステージから姿を消すことになる。「ジギー」としてのパフォーマンスは、1973年7月3日のハマースミス・オデオンが名目上最後とされているが、その後にもう一度だけ行われている。
ボウイがモット・ザ・フープルに提供した楽曲「すべての若き野郎ども」は、『ジギー・スターダスト』の物語とつながりがある。
英音楽誌NMEは、本作から「月世界の白昼夢」（11位）、「5年間」（12位）、「ロックンロールの自殺者」（13位）「サフラジェット・シティ」（14位）、「スターマン」（15位）、「屈折する星くず」（20位）の6曲を「NMEが選ぶデヴィッド・ボウイの究極の名曲1〜40位」に選んでおり、シングルとしてリリースされ本作には収録されなかった「ジョン、アイム・オンリー・ダンシング」も30位にランクインしている。

## 収録曲
| #  | タイトル                                      | 作詞・作曲       | 時間 |
| -- | --------------------------------------------- | ---------------- | ---- |
| 1. | 「5年間」(Five Years)                         |                  | 4:42 |
| 2. | 「魂の愛」(Soul Love)                         |                  | 3:33 |
| 3. | 「月世界の白昼夢」(Moonage Daydream)          |                  | 4:37 |
| 4. | 「スターマン」(Starman)                       |                  | 4:16 |
| 5. | 「イット・エイント・イージー」(It Ain't Easy) | ロン・デイヴィス | 2:57 |

| #   | タイトル                                          | 作詞・作曲 | 時間 |
| --- | ------------------------------------------------- | ---------- | ---- |
| 6.  | 「レディ・スターダスト」(Lady Stardust)           |            | 3:21 |
| 7.  | 「スター」(Star)                                  |            | 2:47 |
| 8.  | 「君の意志のままに」(Hang Onto Yourself)          |            | 2:40 |
| 9.  | 「屈折する星くず」(Ziggy Stardust)                |            | 3:13 |
| 10. | 「サフラジェット・シティ」(Suffragette City)      |            | 3:25 |
| 11. | 「ロックン・ロールの自殺者」(Rock'N'Roll Suicide) |            | 2:57 |

## ボーナストラック
| #   | タイトル                                                                                            | 作詞・作曲 | 時間 |
| --- | --------------------------------------------------------------------------------------------------- | ---------- | ---- |
| 12. | 「ジョン、アイム・オンリー・ダンシング」(John,I'm Only Dancing (Single B-side))                     |            | 2:43 |
| 13. | 「ヴェルヴェット・ゴールドマイン」(Velvet Goldmine (Single B-side))                                 |            | 3:09 |
| 14. | 「スイート・ヘッド」(Sweet Head (Previously unreleased track))                                      |            | 4:14 |
| 15. | 「屈折する星くず（デモ・ヴァージョン）」(Ziggy Stardust (Previously unreleased original demo))      |            | 3:35 |
| 16. | 「レディ・スターダスト（デモ・ヴァージョン）」(Lady Stardust (Previously unreleased original demo)) |            | 3:15 |

| #   | タイトル                                                                                               | 作詞・作曲                           | 時間 |
| --- | --- | ------------------------------------ | ---- |
| 1.  | 「月世界の白昼夢（アーノルド・コーンズ・ヴァージョン）」(Moonage Daydream (Arnold Corns Version))      |                                      | 3:52 |
| 2.  | 「君の意志のままに（アーノルド・コーンズ・ヴァージョン）」(Hang On To Yourself (Arnold Corns Version)) |                                      | 2:51 |
| 3.  | 「レディ・スターダスト（デモ）」(Lady Stardust (Original Demo))                                        |                                      | 3:15 |
| 4.  | 「屈折する星くず（デモ）」(Ziggy Stardust (Original Demo))                                             |                                      | 3:35 |
| 5.  | 「ジョン・アイム・オンリー・ダンシング」(John, I'm Only Dancing (Original Single))                     |                                      | 2:43 |
| 6.  | 「ヴェルヴェット・ゴールドマイン」(Velvet Goldmine (Single B Side))                                    |                                      | 3:09 |
| 7.  | 「ホリー・ホリー」(Holy Holy (Studio Version, 1971))                                                   |                                      | 2:20 |
| 8.  | 「アムステルダム」(Amsterdam (1973 B Side Of Sorrow))                                                  | ジャック・ブレル、モート・シューマン | 3:20 |
| 9.  | 「スーパーメン」(The Supermen (Alternative Version))                                                   |                                      | 2:41 |
| 10. | 「ラウンド・アンド・ラウンド」(Round And Round (Single B Side, 1973))                                  | チャック・ベリー                     | 2:42 |
| 11. | 「スウィート・ヘッド（テイク4）」(Sweet Head (Studio Version, 1971))                                   |                                      | 4:47 |
| 12. | 「月世界の白昼夢（ニュー・ミックス）」(Moonage Daydream)                                               |                                      | 3:52 |

## 参加ミュージシャン
- デヴィッド・ボウイ - ボーカル、ギター、サクソフォーン
- ミック・ロンソン - ギター、ピアノ、ボーカル
- トレバー・ボルダー - ベース
- ミック・（ウッディ）・ウッドマンジー - ドラムス
- ダナ・ギレスピー - バッキング・ボーカル（「イット・エイント・イージー」）

## リイシュー

### 5.1ch版
2003年 5.1chサラウンドミックスが制作され、SACD（2003年発売）・DVD（2012年発売：40周年記念盤[LP&DVDセット]）に収録されている。